# Beaumont-Saint-Cyr
Beaumont-Saint-Cyr – gmina we Francji, w regionie Nowa Akwitania, w departamencie Vienne. W 2013 roku liczba ludności wynosiła 2968 mieszkańców. 
Gmina została utworzona 1 stycznia 2017 roku z połączenia dwóch ówczesnych gmin: Beaumont oraz Saint-Cyr. Siedzibą gminy została miejscowość Beaumont.